# Helen W. Gillmor
Helen W. Gillmor (Syracuse, 1942) es una jueza federal de los Estados Unidos, del Tribunal de Distrito de los Estados Unidos para el Distrito de Hawái. Fue la primera mujer que accedió a dicho tribunal, en 1994.

## Biografía
Nacida en Syracuse, Nueva York, Gillmor se licenció en Artes en la universidad Queens College, City University of New York en 1965, y posteriormente en Derecho, cum laude, por la Facultad de Derecho de la Universidad de Boston en 1968.

## Trayectoria
Gillmor ejerció como abogada en Boston, Massachusetts de 1968 a 1969, y en El Paso, Texas en 1969. Se trasladó a Corea del Sur, donde se convirtió en profesora de derecho y conferencista en el Centro Legal Internacional de la Agencia de los Estados Unidos para el Desarrollo Internacional, en Seúl de 1969 a 1970. Ha realizado diferentes presentaciones educativas a invitación de países como la República Popular China, Indonesia y Taiwán así como para el Departamento de Estado de los Estados Unidos para Tailandia y Taiwán.
Regresó al ejercicio de la abogacía en Camden, Maine en 1970, y en Honolulu, Hawái de 1971 a 1972, de 1974 a 1977 y de 1985 a 1994. En Hawái, Gillmor trabajó para el bufete de abogados Moore Torkildson y Schultz. También fue asistente legal de William S. Richardson, presidente del Tribunal Supremo del Estado de Hawái en 1972, defensora pública adjunta de la Oficina del Defensor Público de Honolulu de 1972 a 1974 y y jueza de guardia en los Tribunales de Familia y de Distrito del Estado de Hawái. Además, ejerció como profesora en la Universidad de Hawái en 1975.
Fue jueza del tribunal de distrito del Tribunal de Familia del Estado de Hawái, Primer Circuito de 1977 a 1983, y del Tribunal de Distrito de Hawái para el mismo circuito de 1983 a 1985.
Gillmor fue vicepresidenta, tesorera y directora de la Asociación de Abogados del Estado de Hawái. También fue presidenta y vicepresidenta de la Junta Disciplinaria del Tribunal Supremo de Hawái, y miembro de la Junta de Abogados del Tribunal Supremo de Hawái, miembro de la Junta de Examinadores de Abogados y directora de los Amigos del Poder Judicial del Centro de Historia del Poder Judicial. Además, se convirtió en directora de la Hawaii Women's Legal Foundation.

### Tribunal federal
El 25 de agosto de 1994, Gillmor fue propuesta por el presidente Bill Clinton para un nuevo puesto en el Tribunal de Distrito de los Estados Unidos para el Distrito de Hawái creado por 104 Stat. 5089. Fue confirmada por el Senado de los Estados Unidos el 7 de octubre de 1994 y tomó posesión de su cargo el 11 de octubre de 1994, siendo la primera mujer en acceder a dicho cargo. Se convirtió en jueza directora en 2005. Asumió el estatus de sénior el 30 de junio de 2009.
En noviembre de 2012, Gillmor decidió que el requisito de tener que tener una licencia de Hawái para llevar armas de fuego abiertamente no violaba la Segunda Enmienda de la Constitución de los Estados Unidos. Más adelante, su sentencia fue revocada por un panel dividido de la Corte de Apelaciones del Noveno Circuito de los Estados Unidos en julio de 2018.

## Reconocimientos
En 1990 la asociación hawaiana Hawaii Women Lawyers le otorgó el premio Distinguished Service Award, y el premio Outstanding Judicial Achievement Award en 2019. Por su trayectoria pionera en el mundo de la judicatura estadounidense, Gillmor fue una de las mujeres protagonistas del programa Women in Law: Going First and Going Forward impulsado por la Sociedad Histórica del Tribunal de Apelación de los Estados Unidos para el Noveno Circuito.